# Ушкалойские башни
Ушкалойские башни находятся в Итум-Калинском районе Чеченской Республики на берегу реки Аргун.

## Общие сведения
Ушкалойские сторожевые башни-близнецы находятся в местности Пхоччу (чечен. Пхьа чу — «в поселении»), между селениями Ушкалой и Гучум-Кале, на правом берегу Аргуна. Расположены в самом узком месте ущелья, где ширина прохода не превышает 37 метров, занимаяважное стратегическое место, где когда-то осуществлялся контроль над проходом по ущелью. На другой стороне реки находится дорога Грозный — Итум-Кале. В прежние времена дорога в этом месте проходила непосредственно у башен.
Башни встроены в естественную нишу скалы Селин-Лам. Их высота приблизительно 12 метров, обе четырехэтажные, одну из четырёх стен каждой из башен образует скала. Три остальные стены сложены из обработанных камней на известковом растворе. Кровлей служит козырёк скалы. Примыкающие к скале стены башен выложены по её рельефу. Рядом некогда находился каменный арочный мост, часть которого сохранился и поныне.
Сведения о дате и истории их постройки не сохранились. Башни отреставрированы и являются одной из главных исторических достопримечательностей Чечни.
На левом берегу реки стояла боевая башня, она была подорвана работниками НКВД в 1928 (1927?) году, до наших дней сохранилась лишь небольшая часть основания.

## Предназначение
Башни по своему предназначению большинством исследователей считаются стороживыми, охранявшие башни воины взымали плату за проход.

## В филателии
В 1984 году в СССР был выпущен художественный маркированный конверт с изображением одной из ушкалойских башен.